# Domiporta
Domiporta là một chi ốc biển, là động vật thân mềm chân bụng sống ở biển trong họ Mitridae.

## Các loài
Các loài thuộc chi Domiporta bao gồm:
- Domiporta dianneae Salisbury & Guillot de Suduiraut, 2003[2]
- Domiporta polycincta Turner, 2007[3]